# Escuela de Fontainebleau

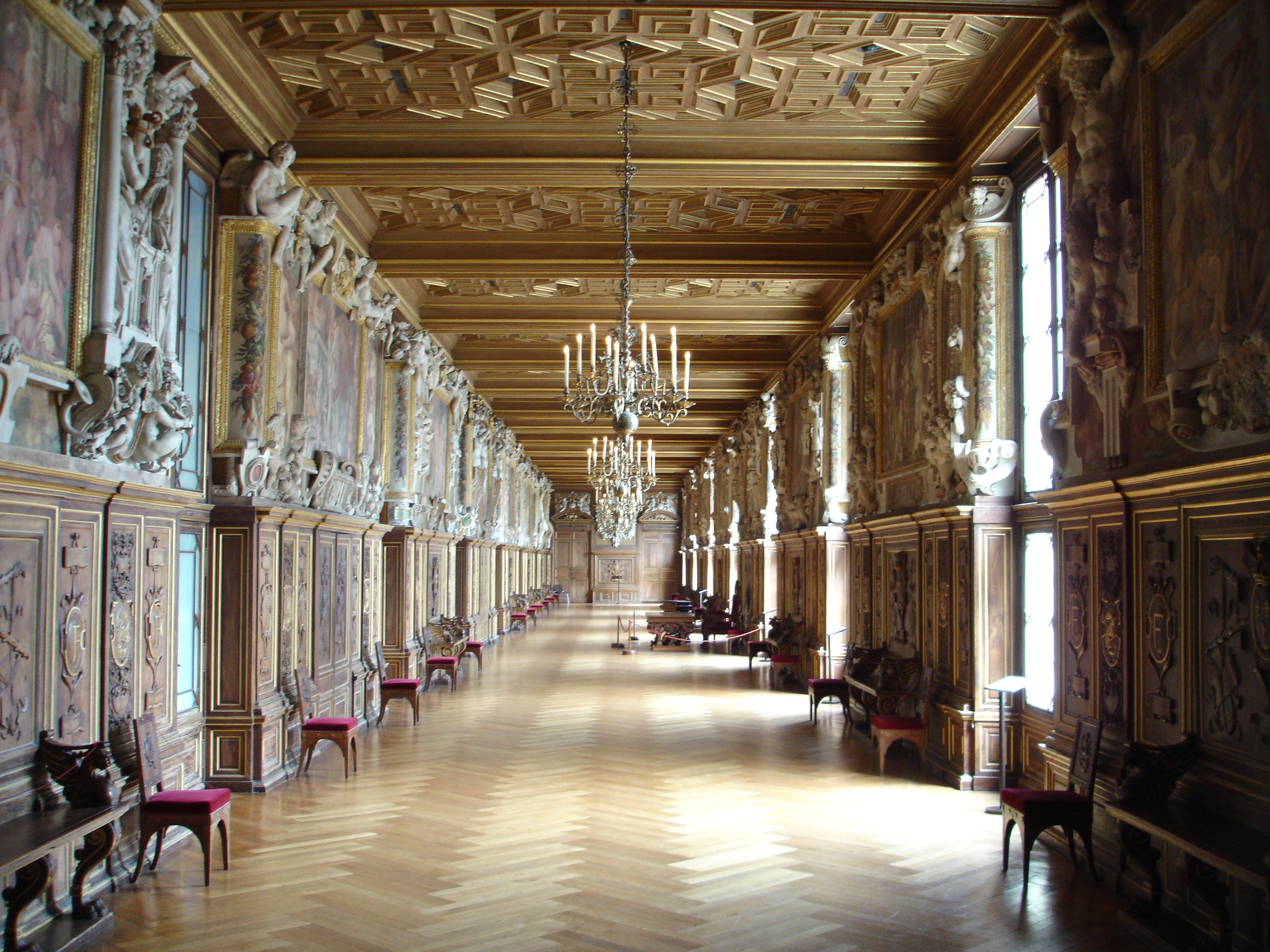
Galería de Francisco I en el Palacio de Fontainebleau.

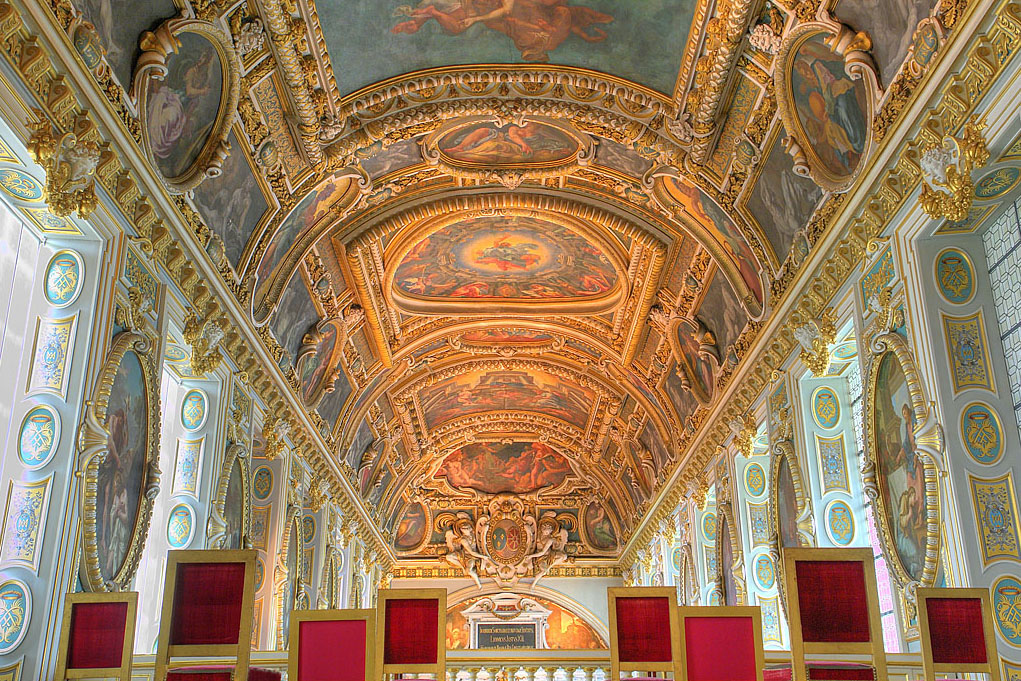
Capilla del Palacio.

La escuela de Fontainebleau es una escuela artística del Renacimiento francés. Se inició con las obras de Francisco I en el Palacio de Fontainebleau, desarrollándose entre 1530 y 1570. A finales de siglo, su estilo revivió a través de una segunda escuela de Fontainebleau. 

## Origen del término
El término «Escuela de Fontainebleau» surgió para designar a una serie de grabados italianos anónimos que reflejaban los trabajos decorativos realizados en el Palacio de Fontainebleau, mencionándose por primera vez por Bartsch en el tomo XVI de su repertorio monumental del grabado. De la historia del grabado, la expresión «Escuela de Fontainebleau» pasó a la historia de la pintura, empleándose a partir de finales del siglo XIX para designar las pinturas decorativas de este palacio y, en general, a toda la pintura con estas características (generalmente anónima, de temas mitológicos y estilo manierista) realizada en Francia.

## Primera Escuela de Fontainebleau

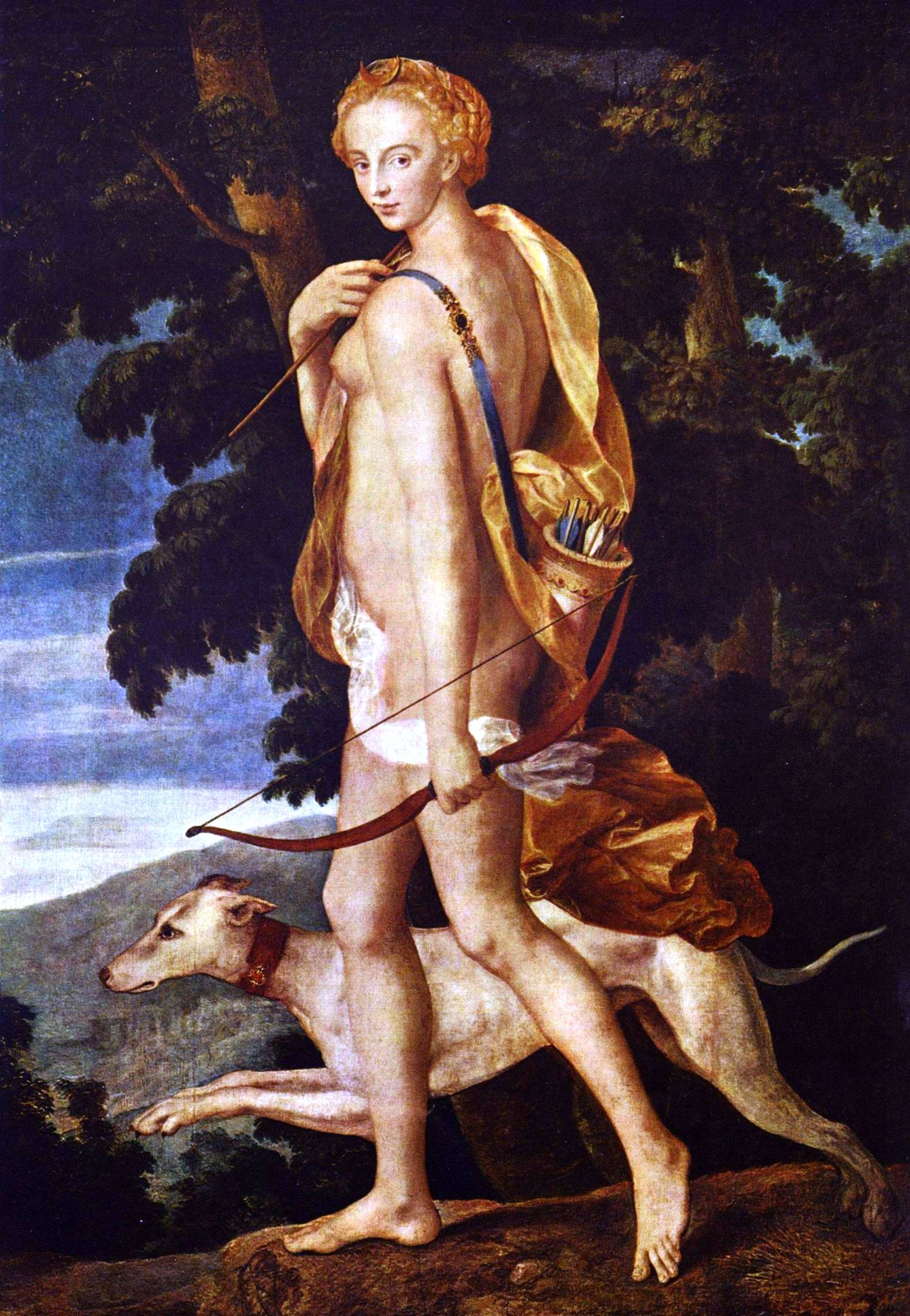
Diana de Poitiers como Diana cazadora, anónimo de la primera escuela de Fontainebleau (ca. 1550), óleo sobre madera, llevado a lienzo, 192 × 133 cm, Museo del Louvre, París. La iconografía de Diana fue muy frecuente en el entorno cultural de la Escuela: la llamada Diana de Versalles, una copia romana en mármol de un original clásico griego, llegó a Fontainebleau como regalo del papa durante el reinado de Enrique II, y Enrique IV la mandó trasladar al Louvre y sustituirla por una copia en bronce que remataba una compleja fuente. No debe confundirse con la Ninfa de Fontainebleau, un relieve en bronce de Benvenuto Cellini (1542); ni con la Fuente de Diana del Château d'Anet (ca. 1549).

El rey Francisco I hizo llamar a artistas italianos para la decoración del palacio de Fontainebleau, produciéndose así un encuentro entre el arte del Renacimiento italiano y el francés. De este contacto surgió un estilo a cuya particularidad contribuyeron una serie de circunstancias como el gusto del propio rey y el hecho de que no solo trabajaron italianos y franceses, sino también artistas de otras procedencias, como flamencos.
Fue Rosso Fiorentino el artista que dominó esta primera época, creando todo un programa decorativo. A él se atribuye la Galería de Francisco I (1534-1537), que es una de las principales obras del estilo; a esta primera época pertenecen también la Cámara de la duquesa de Étampes (1541-1544), y la Puerta Dorada. En las galerías de Fontainebleau intervinieron artistas de varias disciplinas: pintura, escultura, decoración, trabajos de estuco, etcétera, cuyos nombres aparecen apuntados en la documentación de la época como autores de «trabajos de estuco y pintura», aunque algunos tienen una mayor personalidad artística, como los italianos Pellegrino Tibaldi y Justo de Justo, los franceses Simon Le Roy, Claude Bodouin y Charles Dorigny, o el flamenco Léonard Thiry.
Cuando Rosso murió en el año 1540 se hizo cargo de las obras Francesco Primaticcio. Se produjo entonces la dispersión de artistas que habían trabajado bajo las órdenes de Rosso y que, al marchar a otros lugares de Europa, difundieron el estilo de esta escuela. 
A la época de Primaticcio pertenece la Galería de Ulises, hoy desaparecida (cuyos murales fueron copiados en grabado por Theodor van Thulden); para la elaboración de esta Galería y el Salón de Baile, Primaticcio contó con un colaborador excepcional, Niccolò dell'Abbate, que imprimió un estilo especial y diferenciado a las obras de esta época.

Primera Escuela de Fointanebleau
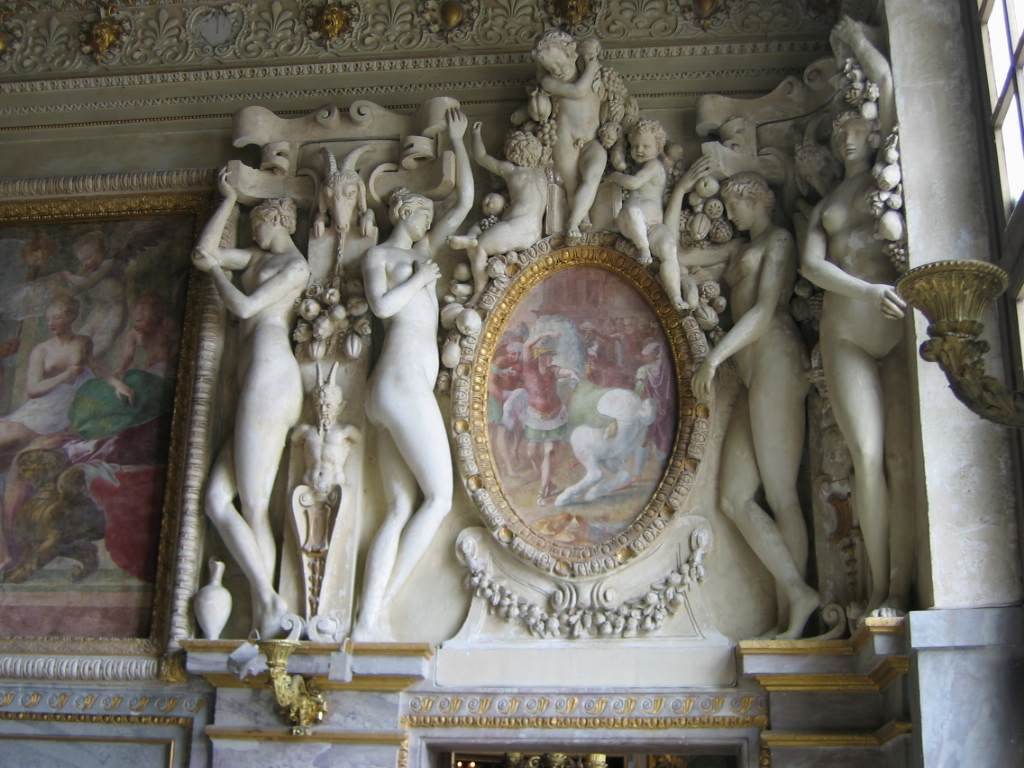
Alejandro domando a Bucéfalo, de Le Primatice, antigua Cámara de la Dduquesa de Etampes (1552).
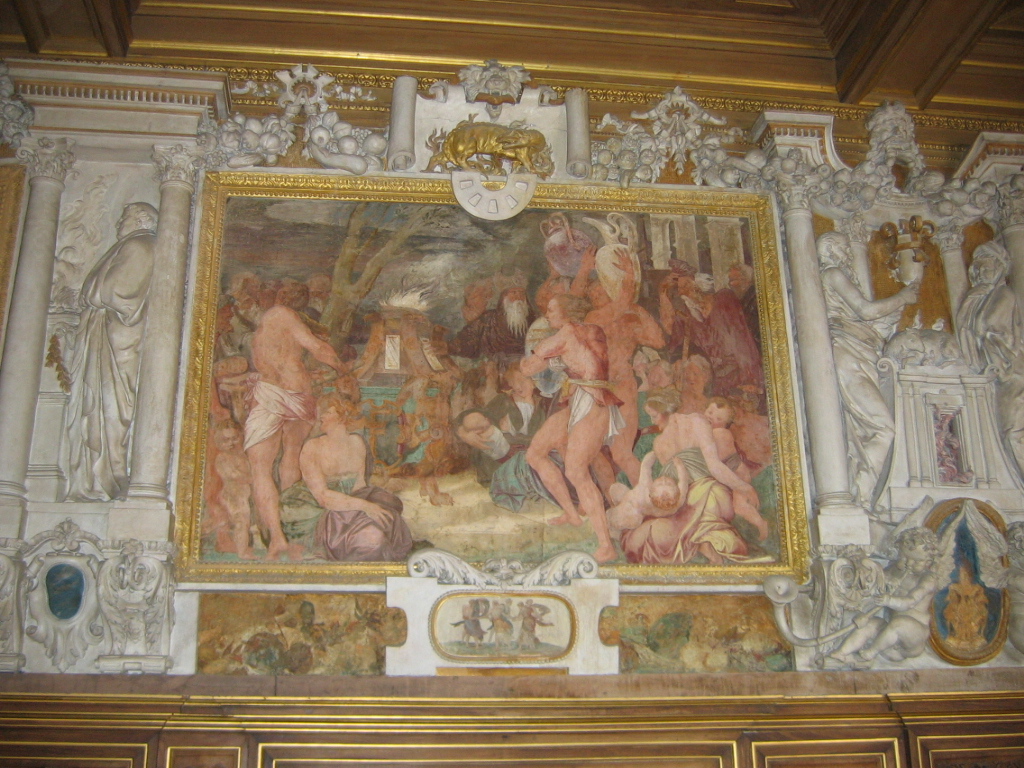
Le Sacrifice de la galería Francisco I, de [Rosso Fiorentino] (1534-1539)-
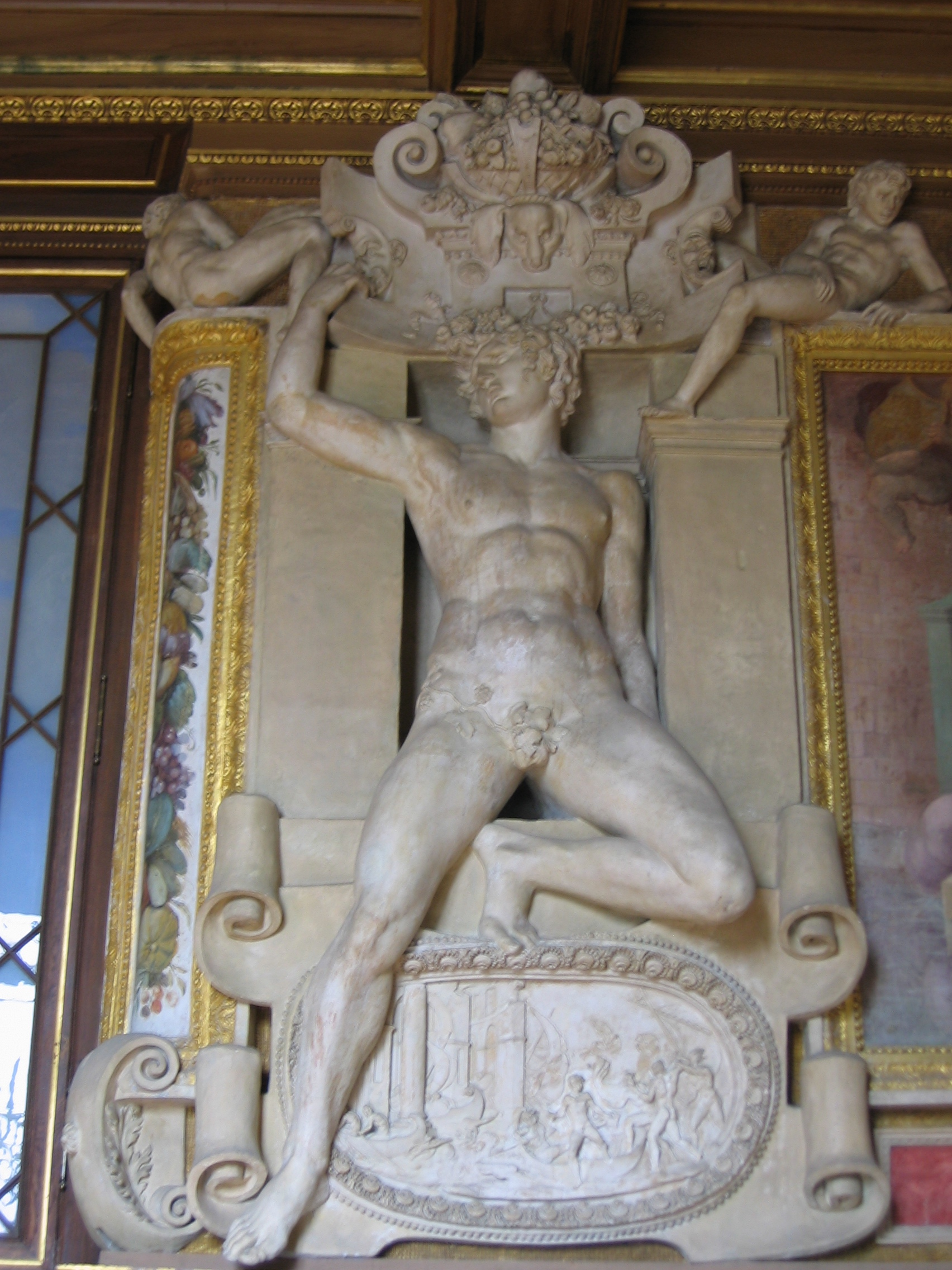
Estuco representando a un joven, galería Francisco I.
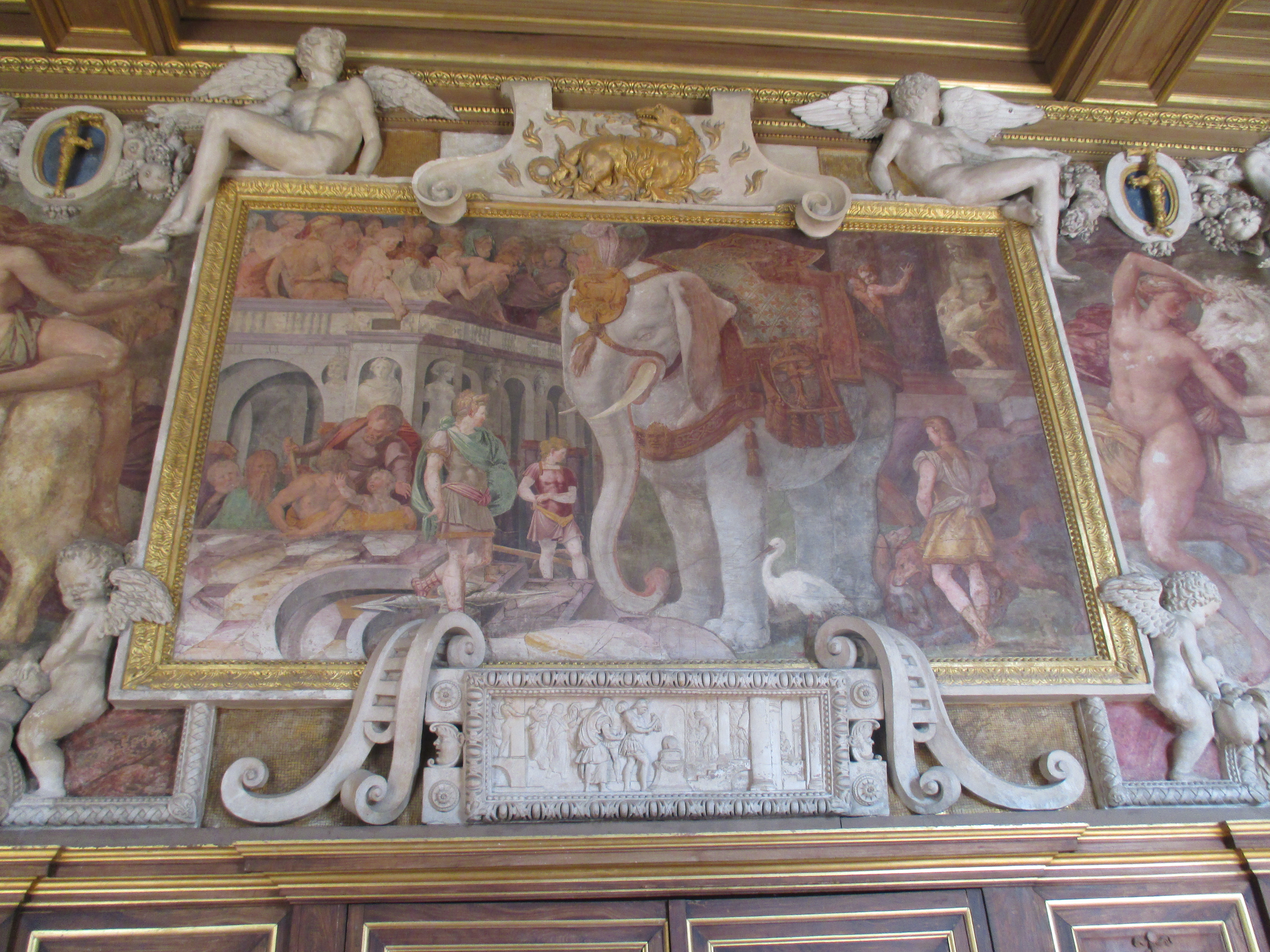
Elefante con flores de lis, Galería Francisco I, de [Rosso Fiorentino] (1534-1539).
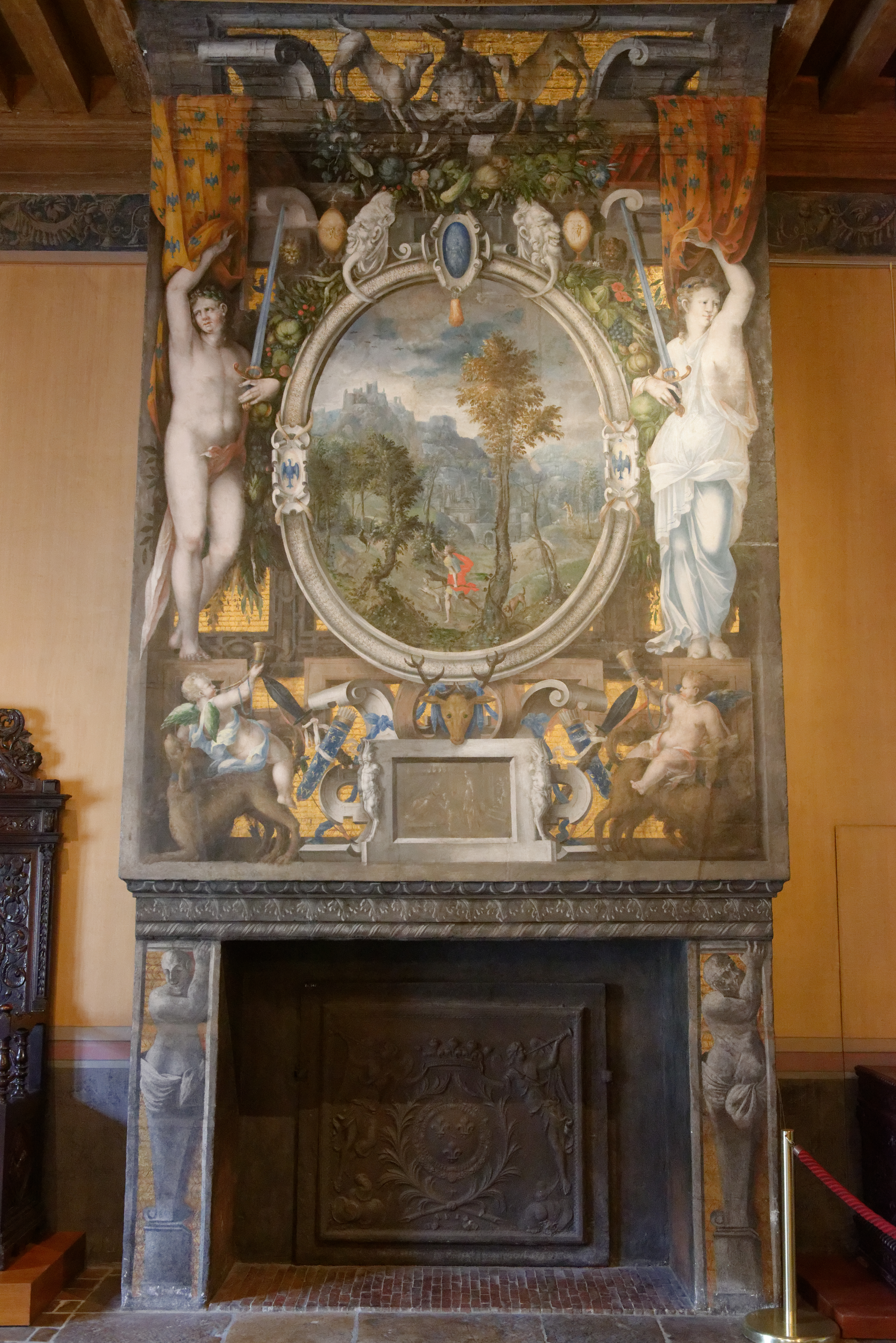
Cámara de Anne de Montmorency en el Château d'Écouen (1555).

## Segunda Escuela de Fontainebleau

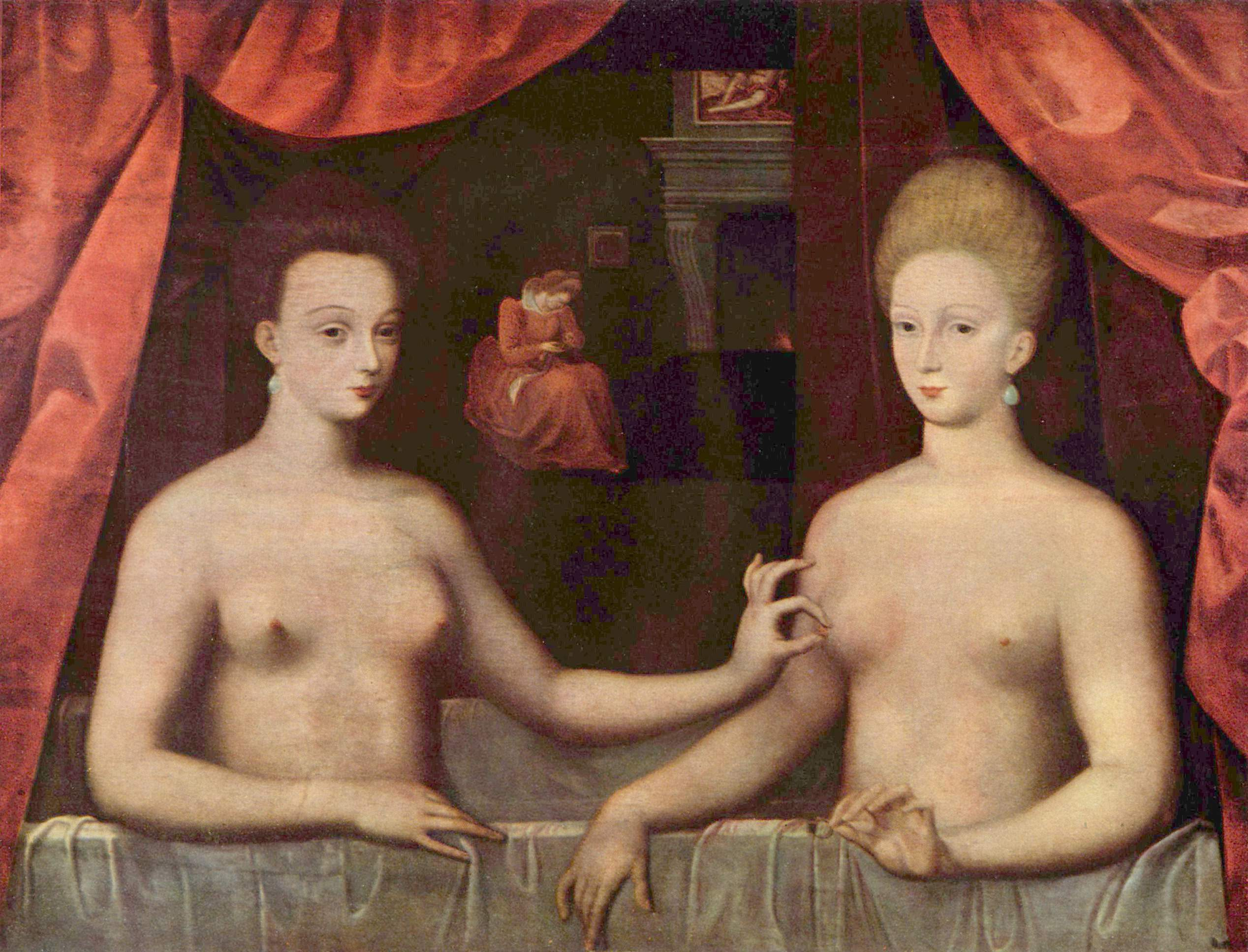
Gabrielle d'Estrées y su hermana la duquesa de Villars, anónimo de la Segunda Escuela de Fontainebleau (ca. 1594), óleo sobre madera, 96 × 125 cm, Museo del Louvre, París. El extraño gesto de pellizcar el pezón ha sido interpretado como una alusión al estado de Gabrielle, que estaría gestando un hijo natural del rey Enrique IV.

Durante las guerras de religión las obras se paralizaron, hasta que subió al trono Enrique IV, quien decidió reemprender los trabajos decorativos de la corte francesa, si bien no se centró solo en Fontainebleau sino que sus obras alcanzaron otros palacios del monarca. Fue el crítico de arte Louis Dimier (1865-1943) quien introdujo la idea de una Segunda Escuela de Fontainebleau. De esta época son las decoraciones del llamado Salón de Luis XIII (Historia de Teágenes y Cariclea).
Algunos de los artistas reunidos en torno a la Segunda Escuela fueron los franceses René Boyvin, Toussaint Dubreuil, Martin Fréminet o Quentin Varin, así como el flamenco Ambroise Dubois.

Segunda Escuela de Fointanebleau
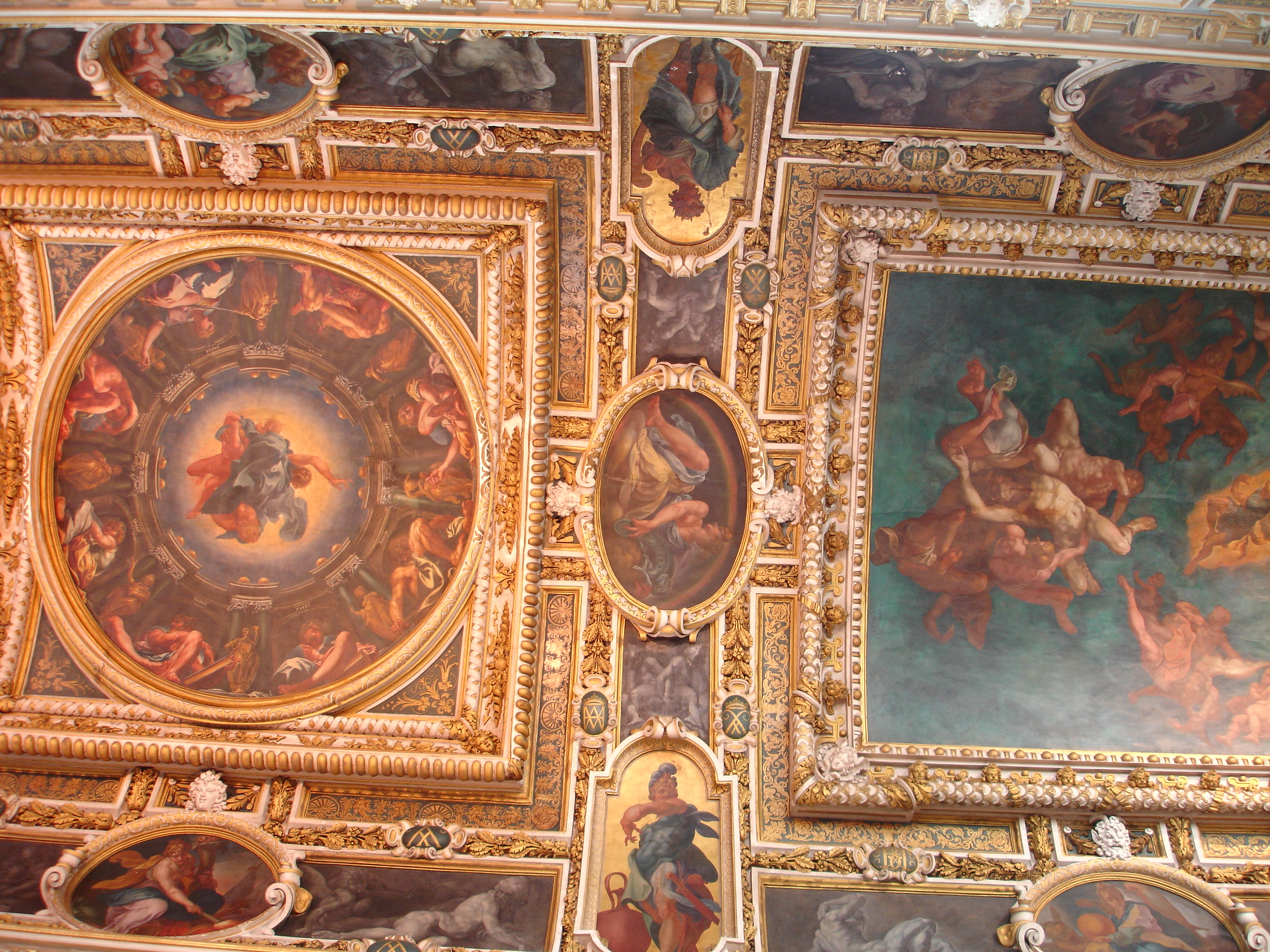
Techo de la capilla de la Trinidad del palacio de Fontainebleau, de Martin Fréminet (1608-1619).
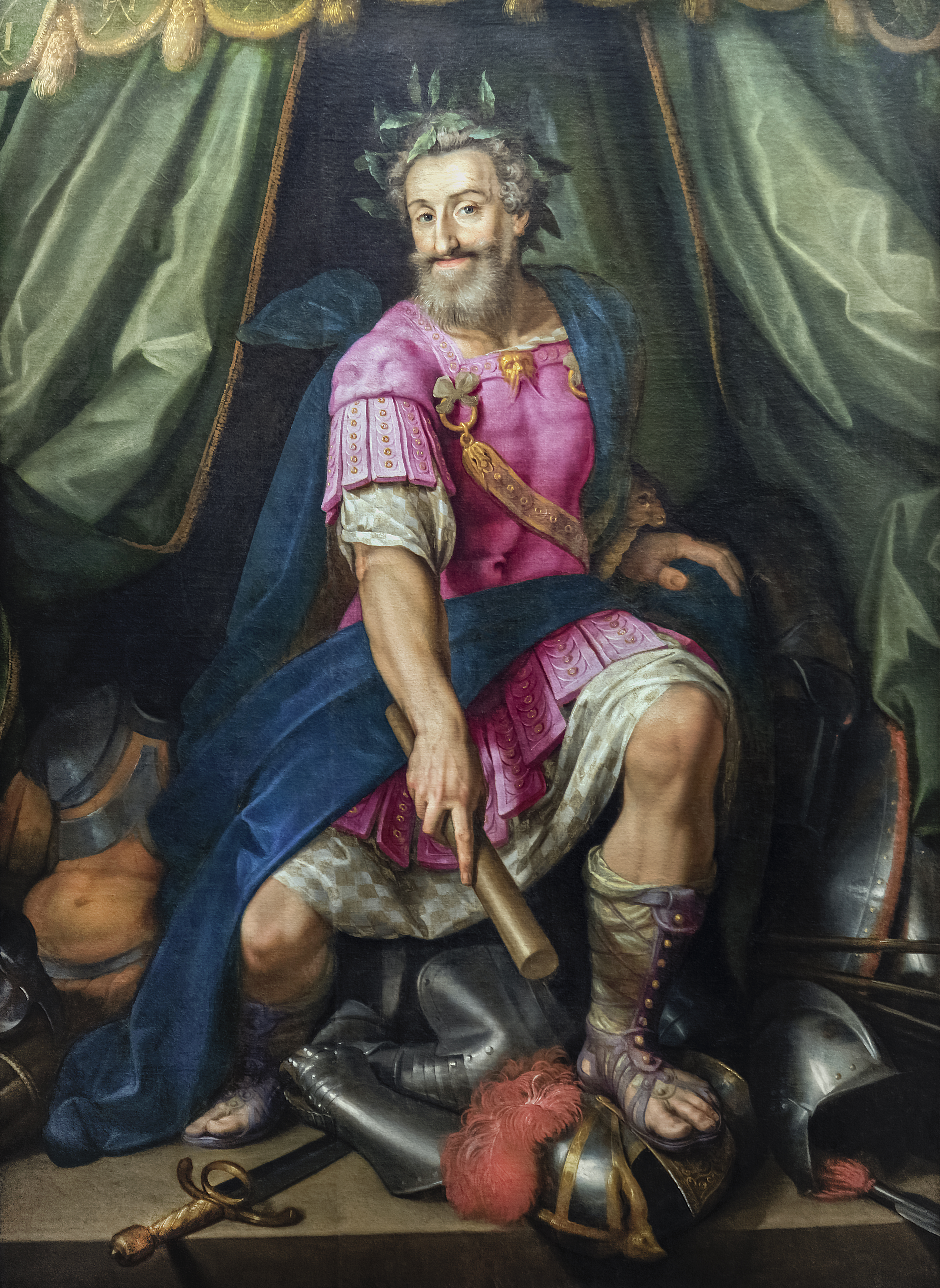
Enrique IV como Marte, de Jacob Bunel (ca. 1605-1606), Château de Pau.
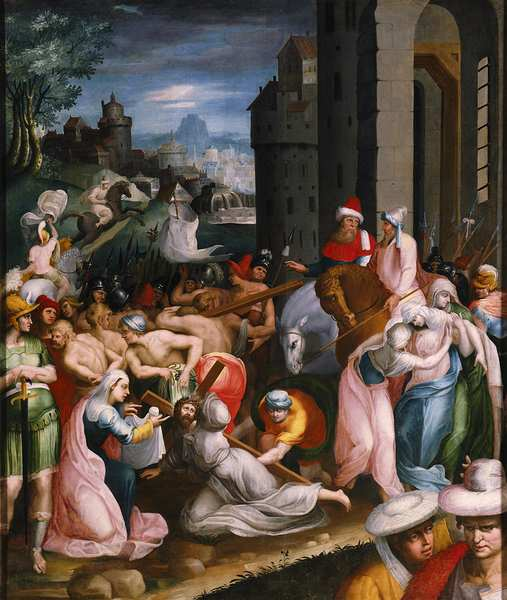
Subida al Calvario, de Toussaint Dubreuil (finales del siglo XVI), Château d'Écouen.
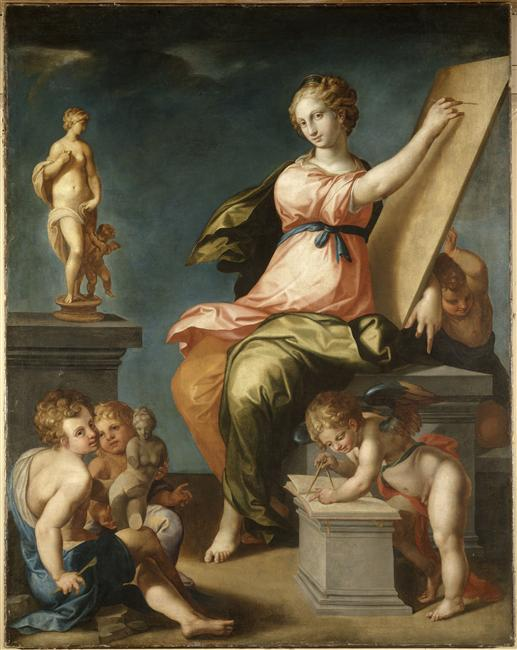
Alegoría de la Pintura y la Escultura, Ambroise Dubois (1543-1614), Fontainebleau.
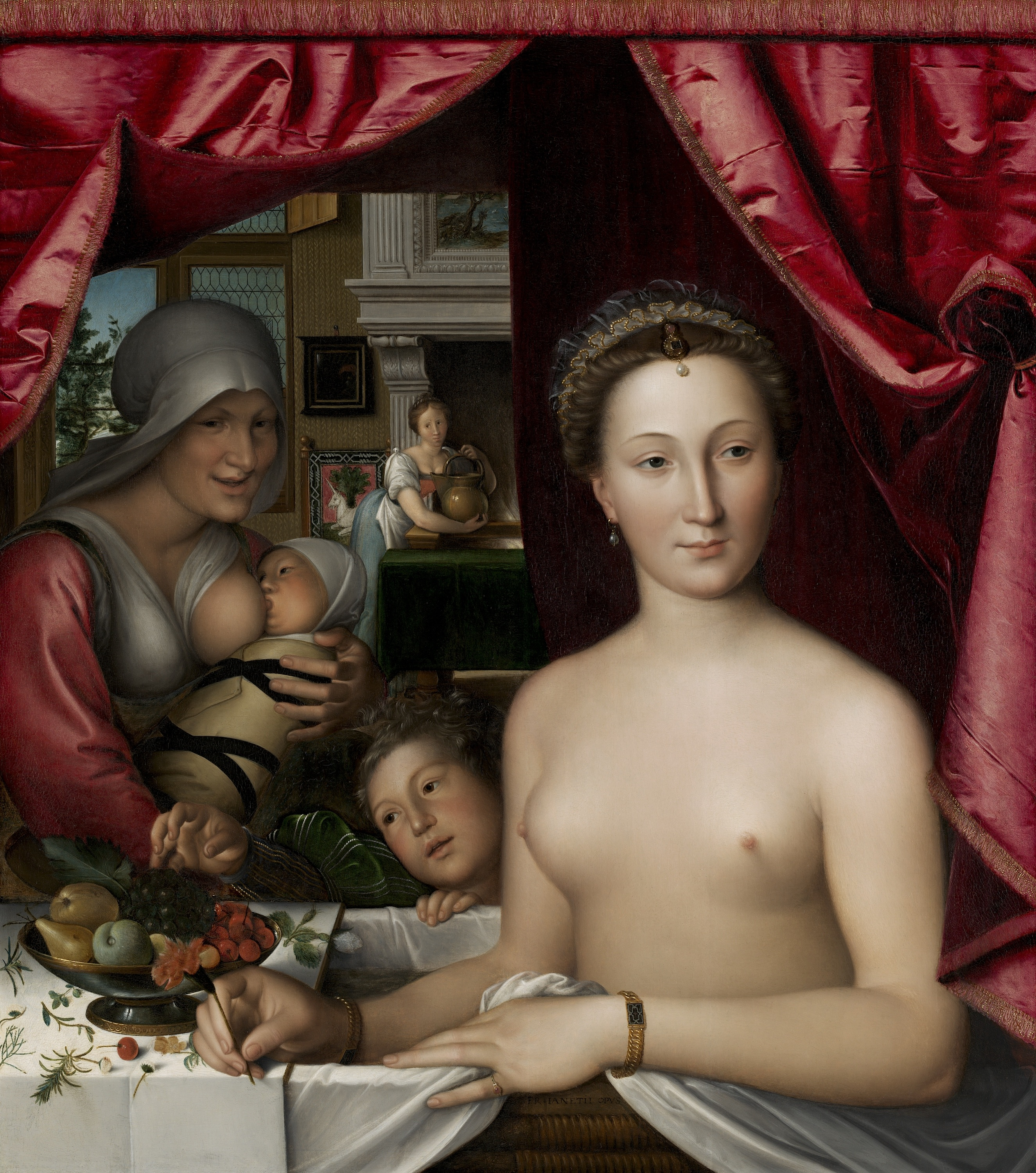
Dama en su baño, de François Clouet (ca. 1571), National Gallery of Art, Washington.
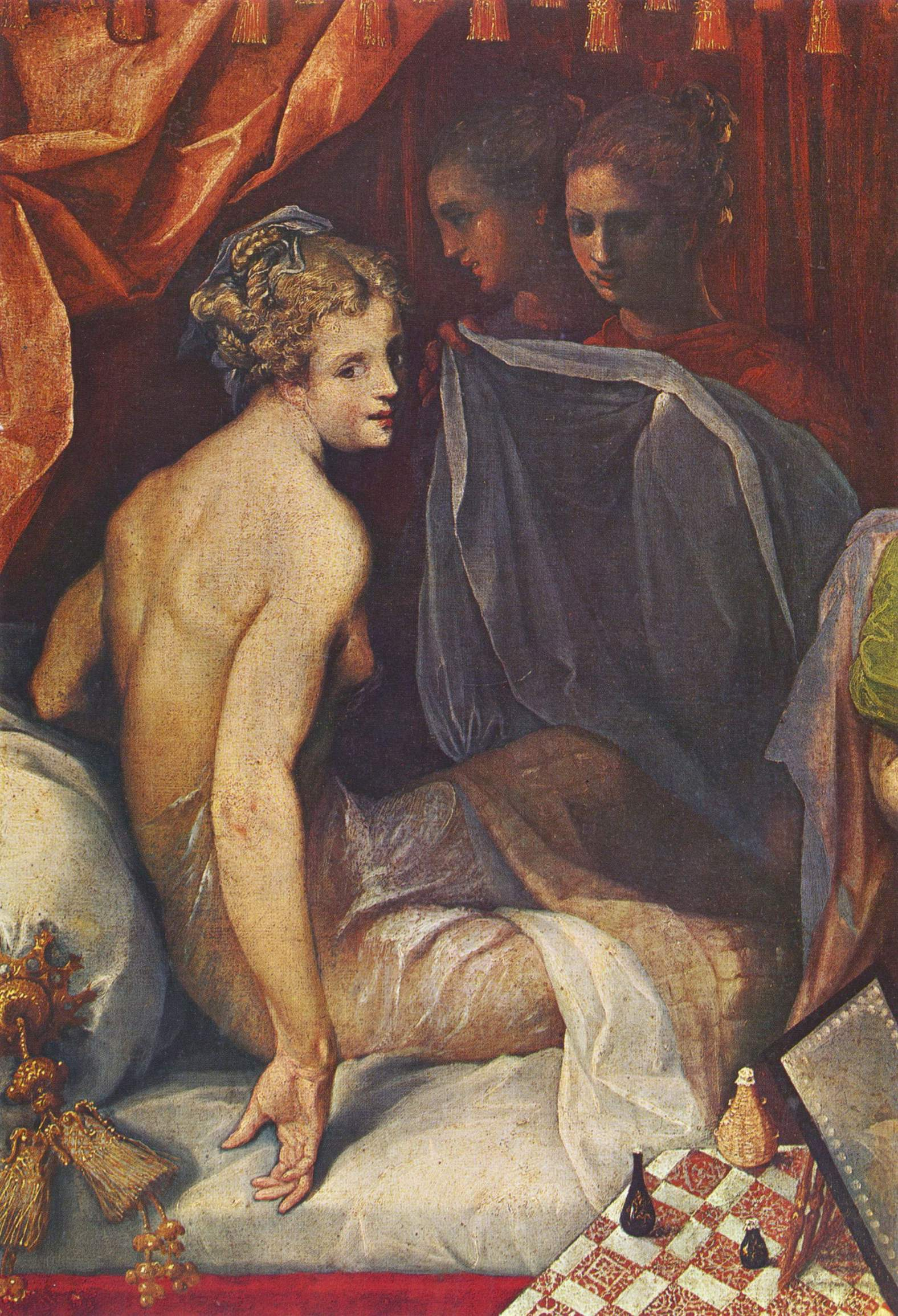
Detalle de La toilette de Hyante et Climène, de Toussaint Dubreuil (finales del siglo XVI), Museo del Louvre.

## Estilo

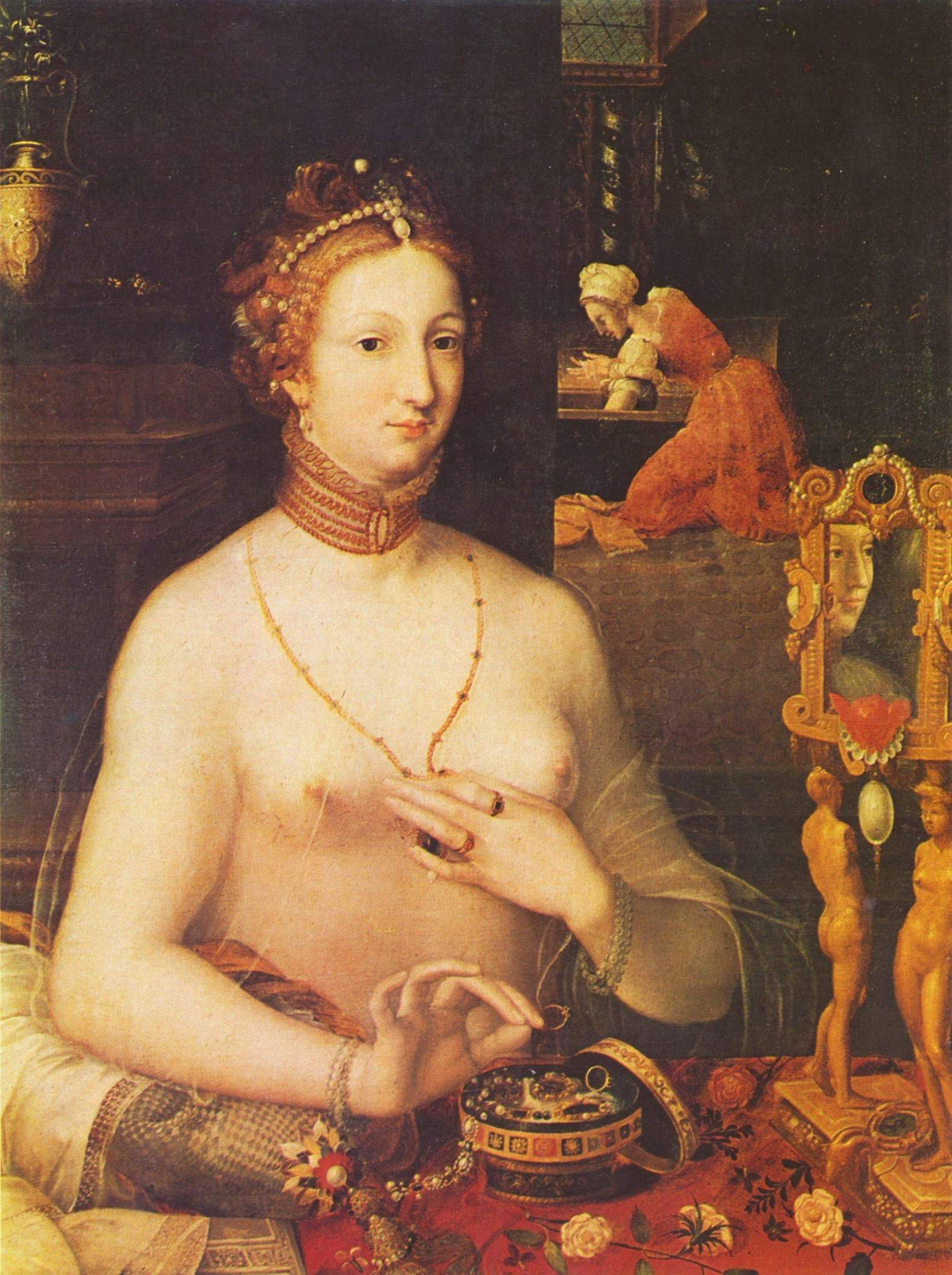
Dama en el baño (ca. 1585-1595), Museo de Bellas Artes de Dijon.

Las obras de la Primera Escuela de Fontainebleau se caracterizan por un extenso uso del estuco (molduras y marcos de pinturas) así como frescos, y un sistema elaborado (y a menudo misterioso) de iconografía alegórica y mitológica. En la Segunda Escuela de Fontainebleau aparecen temas nuevos, como ciclos romanos inspirados por las obras de Torquato Tasso o de la literatura griega como Heliodoro. Las grandes decoraciones y los cuadros suelen ser anónimos, por lo que muchos cuadros de caballete que pertenecen a la época se designan, simplemente, como «Escuela de Fontainebleau». 
Predomina en esta escuela lo ornamental, con motivos decorativos como los grutescos, representaciones estilizadas de tiras o bandas de cuero en espiral y los putti. Se aprecia un cierto erotismo en estas representaciones. La elegancia de las figuras muestran la influencia del Manierismo italiano. 
Al tratarse de un estilo que se desarrolló a lo largo de un siglo, fue cambiando en cuando al colorido, siendo más cálido y contrastado el de la segunda escuela, en la que ya se anticipan rasgos de tendencias pictóricas posteriores, como el Barroco o el Clasicismo.
No se trata de una escuela exclusivamente pictórica, sino que se extendió a otras artes, como el tapiz o la decoración de fiestas. Cabe destacar, finalmente, la importancia que tuvo el grabado. Entre los años 1542 y 1548 existió un taller que elaboraba aguafuertes en Fontainebleau; luego el centro de producción estuvo en París. Los temas de los grabados son las propias decoraciones del palacio, como la Galería de Francisco I. Gracias a estas reproducciones, se divulgaron por toda Europa los trabajos decorativos de la corte francesa; además, permiten actualmente conocer cómo eran algunas pinturas decorativas que, debido a las reformas posteriores del edificio, no han llegado a los tiempos modernos.